# 续迈乡
续迈乡（藏語：གཞུ་སྨད་），是中华人民共和国西藏自治区拉萨市尼木县下辖的一个乡镇级行政单位。

## 行政区划
续迈乡下辖以下地区：
续迈村、霍德村、安岗村、尼续村、河东村和山岗村。